# Лингвистическая группа теорий
Лингвистическая группа теорий — это одна из основополагающих совокупностей теорий медиа, сущностной чертой которых является исследование медиа, коммуникаций (в частности массовых коммуникаций) через анализ текстов. Важно отметить, что в данном случае под текстом понимается не только письменный источник, но и любой другой носитель информации (например, аудиопроизведения или кинотексты). Является социально ориентированным подходом, поскольку знаковые системы предполагают конвенциональность существующему культурному полю.

## История
Лингвистические теории медиа – зарождаются в начале XX в. и связаны с появлением такой науки, как семиотика (или семиология). Идея, предполагающая конвенциональность (условность) знака, ложится впоследствии в основу широкого спектра работ в области изучения различных текстов (аудиовизуальных, рекламных, поэтических) у таких авторов, как Ролан Барт (1915–1980), Умберто Эко (1932–2016), Цветан Тодоров (1939–2017).
Что касается семиотики (или семиологии) как предшественника лингвистической группы теорий, то ключевым здесь можно считать работы по общей лингвистике Фердинанда Де Соссюра. Для данного исследователя понятия речь является индивидуализированным, когда язык же напротив является продуктом общества. «Как социальный институт язык организован в систему знаков, обозначающих идеи, и представляет собой кодифицированный элемент речи». Так же в семиотике ключевым понятием является знак, как форма осмысления сообщения. Системы знаков и их смыслы имеют тенденцию к усложнению и образованию многоуровневых структур. Эти системы предопределяют мифы, а в дальнейшем и идеологизацию медиа. Барт трактует мифы достаточно свободно. Мифом может быть отдельный элемент текста или несколько элементов одновременно, их связи друг с другом. Впервые идея о том, что действие в тексте состоит из определенных повторяющихся элементов, организованных по модели определенной структуры, возникла у русского фольклориста Владимира Проппа в 1920-х годах. Это предопределило появление нарративного подхода внутри лингвистической группы теорий. Сущностно она выражается в исследование структурных элементов сказок и тех смыслов, которые хранят в себе архетипы персонажей.
Можно выделить ключевые особенности данной группы теорий. Во-первых, это объект исследования. В данном случае лингвистическая группа теорий противопоставляется эмпирико-функционалистской. Лингвистическая теория отвечает на вопросы касательно формы массмедиа – всегда ли смысл сообщения однозначен? Какой стратегии придерживался автор? То есть исследуется в первую очередь подтекст сообщения или интерпретация материалов СМИ. Во-вторых, язык не является кодом в силу своей неуниверсальности. Для эмпирического подхода характерно суждение о «прозрачном содержания коммуникации», для лингвистического подхода сущностна «непрозрачность» языка и необходимости его пристального исследования. В основе получения информации для лингвистической группы теорий лежит процесс интерпретации, соотносимый со структурой текста и его особенностями.
Внутри данной группы теорий можно провести условную классификацию: нарративные (изучение драматургических историй в текстах; основателем был А. Греймас), исследования фреймов (применение логики паттернов поведений из социологии для изучения медиа, Тён ван Дейк) и более близкий к философии критический дискурс-анализ (рассматривает язык как форму социальной практики). Представителями лингвистического направления становятся также ученые, работавшие в парадигме герменевтики и сфере восприятия языка, текста и речи: Э. Бенвенист (1902–1976), Дж. Остин (1911–1960) П. Рикёр (1913–2005).

## Критика и обсуждения
Отсутствие единой методологии. Разные представители этого направления (нарратологи, специалисты по анализу речевых актов и др.) не всегда основывались на работах друг друга, нередко предлагая совершенно разные подходы к анализу текстов. Это порождает определенную критику с точки зрения возможности объективного исследования.
Пытаясь разрешить проблематику индивидуализации при осмыслении сообщения лингвистическая группа теорий старается учесть психологические особенности как авторов, так и слушателей. Иными словами изучает не личностное восприятие сообщений при помощи эмпирических методов, а фокусирует внимание на предполагаемых интересах автора и возможных интенциях аудитории в процессе потребления сообщения за счет изучения. Такая попытка скрестить отчасти лингвистику и психологию тоже может быть подвергнута критике.
Для семиотики Барта и его «открытой» интерпретации мифов, как системы знаков, есть свой изъян. Подобная модель интерпретации не отвечает на вопрос: какие именно формальные элементы внутри текста свидетельствуют о той или иной идеологии?